# Fernandek wyspowy
Fernandek wyspowy (Noronhomys vespuccii) – gatunek gryzoni z rodziny chomikowatych (Cricetidae), który występował endemicznie na wyspach Fernando de Noronha leżących na wschód od wybrzeży Brazylii.

## Systematyka
Gatunek został opisany naukowo w 1999 roku, na podstawie plejstoceńskich skamieniałości. Miejsce typowe znajduje się na piaszczystych wydmach nadmorskich koło Ponta de Santo Antonio na wyspie Fernando de Noronha. Rodzaj Noronhomys był najbliżej spokrewniony z płetwoszczurkami (Holochilus) i moczarnicami (Lundomys) żyjącymi na kontynencie.

## Biologia
Fernandek wyspowy jest znany wyłącznie z czwartorzędowych skamieniałości z wyspy Fernando de Noronha. Historyczne zapisy z podróży Amerigo Vespucciego w 1503 roku sugerują, że gryzonie te żyły na wyspie jeszcze na początku XVI wieku, lecz prawdopodobnie zniknęły niedługo potem. Ich środowisko życia nie jest znane, ale ich siedliska mogły znajdować się na nadmorskich wydmach lub w ich pobliżu.